# Atlantic City (sang)
 For alternative betydninger, se Atlantic City (flertydig). (Se også artikler, som begynder med Atlantic City)
"Atlantic City" er en sang skrevet og indspillet af Bruce Springsteen i 1982, der medvirkede på hans soloalbum Nebraska.

## Musikvideo
En musikvideo blev produceret til "Atlantic City". Springsteen ses ikke i videoen, og der vises sorte og hvide billeder af Atlantic City.
| Musik | Spire Denne musikartikel er en spire som bør udbygges. Du er velkommen til at hjælpe Wikipedia ved at udvide den. |